# Proxim
PROXIM (et PROXIMed Groupe PharmEssor) est un regroupement de pharmaciens propriétaires indépendants, dont la priorité est la pratique professionnelle. Les pharmacies sont de surface moyenne et sont principalement situées au Québec, mais également en Ontario et dans les Maritimes.
Le siège social se situe à St-Léonard au Québec (Canada).
Ce regroupement de pharmaciens provient de la fusion des bannières Essaim, Obonsoins et Santé Services en 2004. La nouvelle marque de commerce attribuée aux pharmacies (PROXIM) a été adoptée par l’ensemble des pharmaciens membres en 2006, pour exprimer la proximité de ces derniers avec leur clientèle.
En juillet 2008, la Corporation McKesson Canada, entreprise spécialisée dans la distribution de produits pharmaceutiques, a fait l’acquisition de Groupe PharmEssor.
Monsieur Erick Gagné est le Président depuis avril 2022.
En septembre 2017, McKesson finalise son acquisition d'Uniprix qui sera dirigé par le même président que Proxim. Depuis ce temps, Proxim et Uniprix sont demeurées des chaines séparées de McKesson de la même manière que Jean Coutu et Brunet ont conservé leurs identités sous le contrôle de Métro.